# Xikou
Xikou (chinesisch 溪口鄉 / 溪口乡, Pinyin Xīkǒu Xiāng), oder Sikou, ist eine Landgemeinde (鄉,  Xiang) im Landkreis Chiayi der Republik China auf Taiwan.

## Lage
Xikou liegt im Nordwesten des Landkreises Chiayi in der Jianan-Ebene, etwa fünf Kilometer nördlich der Stadtgrenze Chiayis. Die nördliche Begrenzung bildet in einem kleinen nordwestlichen Abschnitt der Fluss Beigang (Beigangxi) und die östliche Begrenzung wird durch die beiden Bäche Huaxingxi (華興溪,  Huáxìng xī) und Sandiexi (三疊溪,  Sāndié xī) gebildet. Die benachbarten Gemeinden sind Xingang im Westen, Minxiong im Süden, Dalin im Osten, sowie im Landkreis Yunlin Yuanchang und Dapi im Norden. Das Gemeindegebiet hat eine maximale Ost-West-Ausdehnung von 10 Kilometern und eine maximale Nord-Süd-Ausdehnung von 8 Kilometern. Flächenmäßig ist Xikou mit etwa 33 km² die kleinste Gemeinde im Landkreis Chiayi.

## Geschichte
Die ersten han-chinesischen Siedler kamen Anfang des 17. Jahrhunderts aus den südchinesischen Provinzen Guangdong und Fujian in die Gegend von Xikou. Der alte chinesische Name von Xikou lautete Shuangxikou (雙溪口 – „Einmündung der zwei Bäche“). Der Name bezieht sich auf den örtlichen Zusammenfluss der beiden Bäche Huaxingxi und Sandiexi. Zur Zeit der japanischen Kolonialherrschaft in Taiwan (1895–1945) wurde daraus im Jahr 1920 das Dorf Xikou (溪口庄,  Xīkǒu zhuāng). Nach Übernahme Taiwans durch die Republik China wurde aus dem ‚Dorf‘ die ‚Landgemeinde‘ (鄉,  Xiang) Xikou, die ab 1950 Teil des neu gegründeten Landkreises Chiayi war.

## Bevölkerung
Die große Mehrheit der Bevölkerung sind Hoklo (Minnan-Sprecher). Angehörige indigener Völker machen nur einen sehr geringen Anteil aus (Ende 2019 33 Personen, 0,2 %).
| Gliederung von Xikou |
|                      |

## Verwaltungsgliederung

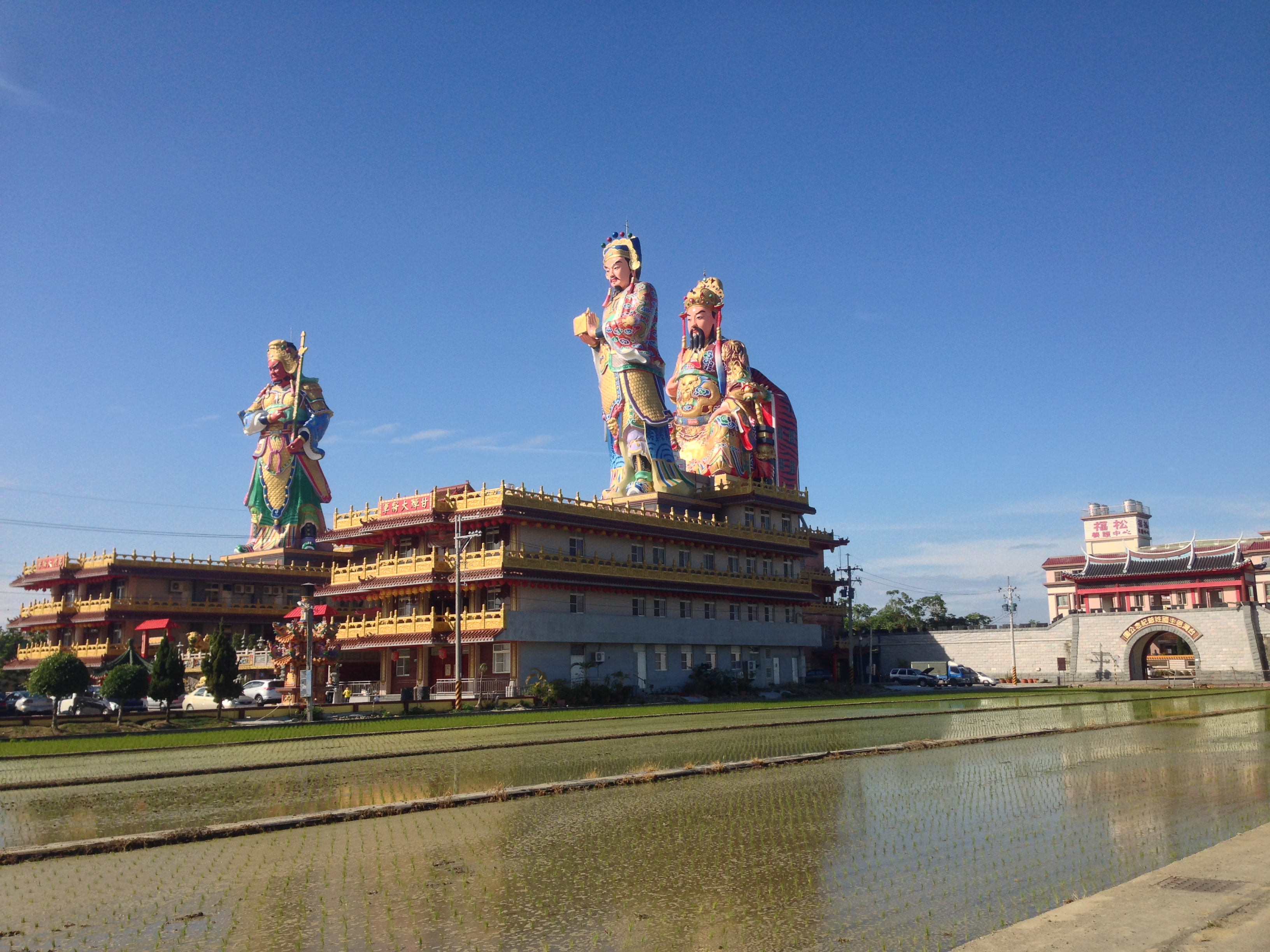
Kaiyuan-Tempel mit Monumentalstatuen von Zheng Chenggong und zweier seiner Generäle

Xikou ist in 14 Dörfer (村,  Cūn) eingeteilt:
1 Linjiao (林腳村)

2 Chailin (柴林村)

3 Xibei (溪北村)

4 Youxi (游西村)

5 Youdong (游東村)

6 Pingding (坪頂村)

7 Xidong (溪東村)

8 Xixi (溪西村)

9 Meibei (美北村)

10 Meinan (美南村)

11 Bencuo (本厝村)

12 Miaolun (妙崙村)

13 Liugou (柳溝村)

14 Diexi (疊溪村)

## Landwirtschaft
Xikou besitzt fruchtbare Schwemmlandböden und wird intensiv landwirtschaftlich genutzt. Die ebene Topografie erleichtert zusätzlich die Nutzung durch Ackerbau. Hauptsächlich werden Nassreis, Mais, Süßkartoffeln und verschiedene Gemüse kultiviert.

## Verkehr
Im östlichen Abschnitt von Xikou durchquert die Autobahn (Nationalstraße) 1 in einem kurzen Abschnitt Xikou in Nord-Süd-Richtung. Etwa einen Kilometer weiter östlich verläuft parallel zu dieser die Provinzstraße 1. Weiter im Westen verlaufen die Kreisstraßen 157 und 162 (beide in südwestliche Richtung). Ganz im Osten Zikous durchquert die Längslinie (縱貫線) der Taiwanischen Eisenbahn das Gemeindegebiet, ohne hier einen Halt zu haben.

## Besonderheiten
Ein bekanntes Bauwerk Xikous ist der Kaiyuan-Tempel (開元殿 ) im Dorf Chailin. Der Tempel verfügt über eine 54 Meter hohe Kolossalstatue von Zheng Chenggong und zwei ca. 24 Meter hohe Statuen seiner beiden Generäle, Gan Hui (甘輝) und Zhang Wanli (張萬禮). Mit dem Tempelbau wurde 1982 begonnen und er wurde größtenteils im Dezember 1995 fertiggestellt. 2015 wurde ein 10 Meter hohes begehbares Schwert eingeweiht. Ein anderer Tempel ist der Sandiexi-Tiantai-Tempel (三疊溪天臺殿 ) im Dorf Diexi, in dem vor allem Yu Di, der „Jadekaiser“, verehrt wird.

## Persönlichkeiten
- Tseng Ming-chung (* 1959), Politiker